# Кларендонські постанови
Кларендонські постанови (англ. Constitutions of Clarendon) — 16 статей, складені за розпорядженням англійського короля Генриха II. Вони передбачали обмеження компетенції англійських церковних судів та їхнє підпорядкування світському королівському суду. Постанови обговорювались на раді феодальної знаті у Кларендоні (січень 1164), але були оскаржені главою англійської церкви архієпископом Кентерберійським Томасом Бекетом. Після цього конфлікту Бекет втік з країни наприкінці 1164 року, і постанови було офіційно ухвалено. Однак після вбивства Бекета 1170 року Генріх II під загрозою папського інтердикту був змушений у 1172 році відмовитись від їхнього застосування.